# エイトデザイン
エイトデザイン株式会社（エイトデザイン、英: EIGHT DESIGN Co., Ltd.）は、愛知県名古屋市を中心とする建築デザイン・コンサルティング会社。名古屋鉄道グループの中の名鉄都市開発グループに所属する。

## 沿革
- 2010年（平成22年）3月 - 名古屋市昭和区鶴舞にて、住宅リノベーション専門のデザイン会社として設立された。
- 2011年（平成23年）6月 - 家具・インテリアの製造販売、飲食業を展開する子会社、ハチカグ株式会社を設立。
- 2017年（平成29年）
  - 10月 - 名古屋鉄道と資本業務提携を締結し、名鉄グループ会社となった。
  - 11月 - 名古屋市昭和区に本社ビル「EIGHT BUILDING」をオープン。
  - 12月 - 同ビル隣接の飲食店「ハチカフェ」をオープン。
- 2019年（平成31年）3月 - 名古屋市北区にプロデュースと設計施工を手掛けたSAKUMACHI商店街が第I期オープン。その一年後2020年（令和2年）3月にはII期オープンを果たし、名鉄瀬戸線清水駅〜尼ヶ坂駅間が商店で連結。
- 2020年（令和2年）10月 - SAKUMACHI商店街がグッドデザイン賞を受賞した。

## 店舗
名古屋、東京に事務所を構えている。フランチャイズ店もパイロット運用している。
- 本社（名古屋オフィス）- 愛知県名古屋市昭和区 EIGHT BUILDING内
- 東京オフィス - 東京都杉並区 JR中央本線阿佐ヶ谷駅〜高円寺駅高架下の商業施設施設「アルーク阿佐ヶ谷」内

フランチャイズ店舗
- TOKOROZAWA8（トコロザワエイト）- 埼玉県所沢市